# Dika Mem
Dika Mem, född 31 augusti 1997 i Paris, är en fransk handbollsspelare (högernia). Han spelar sedan 2016 för FC Barcelona och samma år debuterade han för Frankrikes landslag.
Mem blev uttagen till Champions Leagues All-Star team som bästa högernia 2020/21 och 2021/22.

## Utmärkelser
- Riddare av Hederslegionen,  8 september 2021[4]

[Redigera Wikidata]